# 550 Dywizja Grenadierów (III Rzesza)
550 Dywizja Grenadierów – niemiecka dywizja z czasów II wojny światowej, sformowana w Goslar – Hildesheim – Brunszwik na mocy rozkazu z 11 lipca 1944, w 29 fali mobilizacyjnej w XI Okręgu Wojskowym.

## Struktura organizacyjna
- Struktura organizacyjna w lipcu 1944:

1110., 1111. i 1112. pułk grenadierów, 1550. pułk artylerii, 1550. batalion pionierów, 1550. dywizyjna kompania fizylierów, 1550. oddział przeciwpancerny, 1550. oddział łączności, 1550. polowy batalion zapasowy;

## Dowódcy dywizji
- Generalmajor Ernst König 11 VII 1944 – 22 VII 1944;

## Szlak bojowy
Dywizja przez cały okres formowania i szkolenia przebywała w macierzystym okręgu wojskowym. Przekształcona rozkazem z dnia 22 lipca 1944 w 31 Dywizje Grenadierów. 